# Embalse de Canelles
El embalse de Canelles (en catalán: Embassament de Canelles) está ubicado en las provincias españolas de Huesca y Lérida, en el curso del río Noguera Ribagorzana. Tiene una capacidad de 678 hm³ y se usa principalmente para la generación de electricidad.
Fue construido por la antigua empresa pública Enher (actual Endesa) en 1960. Por su capacidad, es el mayor embalse de la cuenca del Noguera Ribagorzana y el segundo de la del Ebro tras el Embalse de Mequinenza.